# Italia en los Juegos Paralímpicos de Nueva York y Stoke Mandeville 1984
Italia estuvo representada en los Juegos Paralímpicos de Nueva York y Stoke Mandeville 1984 por un total de 60 deportistas, 47 hombres y 13 mujeres.

## Medallistas
El equipo paralímpico italiano obtuvo las siguientes medallas:
| Nombre                                                          | Deporte                    | Evento                                     |
| --------------------------------------------------------------- | -------------------------- | ------------------------------------------ |
| Oro                                                             |                            |                                            |
| Giuseppe Pavan                                                  | Atletismo                  | 5000 m A6 masculino                        |
| Paolo D'Agostini                                                | Atletismo                  | Eslalon 1A masculino                       |
| Giovanni Lo Jacono                                              | Atletismo                  | Disco C5 masculino                         |
| Italo Sacchetto                                                 | Atletismo                  | Salto de altura B1 masculino               |
| Giulio Martelli                                                 | Esgrima en silla de ruedas | Espada individual 2-3 masculino            |
| Santo Mangano                                                   | Esgrima en silla de ruedas | Florete individual 1B masculino            |
| Luca Pancalli                                                   | Natación                   | 25 m braza 1C masculino                    |
| Luca Pancalli                                                   | Natación                   | 25 m mariposa 1C masculino                 |
| Luca Pancalli                                                   | Natación                   | 25 m libre 1C masculino                    |
| Plata                                                           |                            |                                            |
| Milena Balsamo                                                  | Atletismo                  | 100 m 4 femenino                           |
| Rossella Inverni                                                | Atletismo                  | 800 m B1 femenino                          |
| Emanuela Grigio                                                 | Atletismo                  | 800 m B2 femenino                          |
| Agnese Grigio                                                   | Atletismo                  | Pentatlón B3 femenino                      |
| Giovanni Lo Jacono                                              | Atletismo                  | Peso C5 masculino                          |
| Claudio Foresti                                                 | Atletismo                  | Salto de altura B3 masculino               |
| Mariella Bertini                                                | Esgrima en silla de ruedas | Florete individual 2-3 femenino            |
| Fabio Bernagozzi                                                | Esgrima en silla de ruedas | Florete individual 1B masculino            |
| Pierino Scarcella                                               | Esgrima en silla de ruedas | Sable individual 2-3 masculino             |
| Giuseppe Alfieri Pierino Scarsella De Benedettis                | Esgrima en silla de ruedas | Sable por equipos masculino                |
| Giuseppe Alfieri Giulio Martelli Pierino Scarsella Luigi Zonghi | Esgrima en silla de ruedas | Florete por equipos masculino              |
| Ernesto Giussani                                                | Natación                   | 50 m espalda 2 masculino                   |
| Ernesto Giussani                                                | Natación                   | 50 m libre 2 masculino                     |
| Ernesto Giussani                                                | Natación                   | 100 m estilos 2 masculino                  |
| Sergio Calega                                                   | Natación                   | 50 m libre C7 masculino                    |
| Sergio Calega                                                   | Natación                   | 100 m libre C7 masculino                   |
| Luca Pancalli                                                   | Natación                   | 75 m estilos 1C masculino                  |
| Luca Pancalli                                                   | Natación                   | 100 m libre 1C masculino                   |
| Sauro Nicolini                                                  | Natación                   | 100 m libre A6 masculino                   |
| Bronce                                                          |                            |                                            |
| Sabrina Bulleri                                                 | Atletismo                  | 100 m 3 femenino                           |
| Rossella Inverni                                                | Atletismo                  | 400 m B1 femenino                          |
| Emanuela Grigio                                                 | Atletismo                  | 400 m B2 femenino                          |
| Agnese Grigio                                                   | Atletismo                  | 800 m B3 femenino                          |
| Giuseppe Pavan                                                  | Atletismo                  | 1500 m A6 masculino                        |
| Giulio Gusmeroli                                                | Atletismo                  | 5000 m B3 masculino                        |
| Milena Balsamo Sabrina Bulleri Tina Varano Desconocida          | Atletismo                  | 4 × 400 m 2-5 femenino                     |
| Ernesto Giussani                                                | Natación                   | 25 m mariposa 2 masculino                  |
| Ernesto Giussani                                                | Natación                   | 50 m braza 2 masculino                     |
| Sauro Nicolini                                                  | Natación                   | 100 m espalda A6 masculino                 |
| Sauro Nicolini                                                  | Natación                   | 200 m estilos A6 masculino                 |
| Amedeo Cirioni                                                  | Natación                   | 25 m espalda 1B masculino                  |
| Irene Monaco                                                    | Tiro con arco              | Doble ronda FITA integrado femenino        |
| Pasquale De Masi                                                | Tiro con arco              | Doble distancia corta paraplejia masculino |